# František Cína Jelínek
František „Cína“ Jelínek (6. června 1882 Karlín – 3. února 1961 Praha) byl český malíř-krajinář.

## Životopis
Narodil 6. června 1882 v Karlíně u Prahy jako syn hostinského Jelínka. Vystudoval gymnázium v Křemencově ulici, pak z kvarty přešel na uměleckou průmyslovku a později na Akademii. Studoval malbu u prof. Vojtěcha Hynaise a prof. Rudolfa von Ottenfeld. Do tajů malířského umění ho též zasvěcoval Ota Bubeníček. Cína Jelínek patřil k přátelskému seskupení veselé party, kterou tvořili kromě něho O. Fiala, Raška a O. Bubeníček.
Vykonal mnoho záslužného pro sport na Benecku. Byl totiž výborným sportovcem – lyžařem a cyklistou. Stal se i jedním z prvních propagátorů lyžařství na Svratecku.
Jeho tvorba je realistická a romantická. Své vzory viděl v Kavánovi, Mařákovi a Slavíčkovi, avšak nepodlehl jim. Na Vysočině se poprvé objevil už v roce 1907, od 20. let jezdil do Svratky, později maloval hlavně na Křižánkách, kde také trávil letní měsíce. Rád maloval venku v přírodě, ale neměl rád civilizační prvky. Jeho krajina je plná dynamiky. Na Křižánkách si postavil chatu, kam do konce života jezdil a kde tvořil. Byl čestným občanem Křižánek a Benecka.
Zemřel v Praze 3. února 1961.